# Orlando Challenger 2005
L'Orlando Challenger 2005 è stato un torneo di tennis facente parte della categoria ATP Challenger Series nell'ambito dell'ATP Challenger Series 2005. Il torneo si è giocato a Orlando negli Stati Uniti dal 28 novembre - 4 dicembre 2005 su campi in cemento.

## Vincitori

### Singolare
Michael Russell ha battuto in finale  Todd Widom con il punteggio di 6–4, 6–2

### Doppio
Ashley Fisher /  Tripp Phillips hanno battuto in finale  Alex Kuznetsov /  Miša Zverev per default